# 메드베데프-스폰하우어-카르니크 계급
메드베데프-스폰하우어-카르니크 계급(러시아어: Шкала Медведева — Шпонхойера — Карника), 약자로 MSK 계급 혹은 MSK-64 계급은 지진이 발생한 지역에서 관측된 여러 현상이나 피해에 기초해 지면이 흔들린 정도를 평가하는 소지진의 진도 계급이다. 1964년 소련의 세르게이 메드베데프, 동독의 빌헬름 스폰하우어, 체코슬로바키아의 비트 카르니크가 처음으로 개발했다.
이 진도는 1960년대 초 수정 메르칼리 진도 계급과 1953년 개발된 메드베데프 계급(현 GEOFIAN 계급)을 도입해 수정하여 개발한 진도 계급이다. 1970년대 중반과 1980년대 초 약간 수정된 MSK 계급은 유럽과 소련 지역에서 널리 사용되었다. 1990년대 초 유럽 지진 위원회(ESC)는 MSK에서 공식화한 여러 원칙을 가져와 유럽 광대역 진도 계급(EMS) 개발에 사용했으며 EMS 계급은 현대 유럽 국가의 지진 진도에 널리 사용되고 있다.
MSK-64 진도 계급은 현재도 인도, 이스라엘, 러시아, 기타 독립국가연합 국가에서 사용하고 있다.

## 계급 설명
MSK 진도 계급은 수정 메르칼리 진도 계급과 매우 유사하다. MSK 계급은 아래와 같이 로마자로 된 총 12개 계급 체제를 사용하고 있다. MSK-64의 진도 책정은 PGA 등을 사용하지 않고 각 진도별 상황이나 피해 설명을 통해 책정한다. 피해 종류는 크게 3종류(A, B, C 타입)으로 구분되는데 A타입은 시골의 초가집이나 작은 목조 주택을, B타입은 평범한 석조 주택 및 패널형 건물을, C타입은 철근 콘크리트나 철근조 빌딩이나 잘 지어진 건물을 따른다. 아래는 MSK 진도 계급의 통상적인 설명이다.
| I. Not perceptible     | 인간이 느낄 수 없으며 지진계에만 기록된다. 물체에 영향이 없다. 빌딩에도 영향이 없다. |
| II. Hardly perceptible | 가만히 있는 민감한 사람만 느낄 수 있다. 물체에 영향이 없다. 빌딩에도 영향이 없다. |
| III. Weak              | 실내에 있는 소수가 지진을 느낀다. 매달아 둔 물체가 약간 흔들린다. 빌딩에는 손상이 없다. |
| IV. Largely observed   | 실내에 있는 다수와 바깥에 있는 극히 소수가 지진을 느낀다. 소수는 지진의 진동으로 잠에서 깬다. 중간 정도의 흔들림이 느껴진다. 건물, 방, 침대, 의자 등이 약간 떨리거나 흔들리는 게 보인다. 도자기, 안경, 창문, 문은 덜컹거린다. 매달린 물체가 흔들린다. 가벼운 가구는 눈에 띄게 흔들린다. 빌딩에는 손상이 없다. |
| V. Fairly strong       | 실내에 있는 대부분 사람과 바깥에 있는 소수가 지진을 느낀다. 몇몇 사람들은 겁에 질러 밖으로 뛰쳐나간다. 잠자던 많은 사람들이 깨어난다. 건물 전체나 방, 가구가 심하게 흔들리거나 움직이는 것이 보인다. 매달린 물체는 심하게 흔들린다. 도자기와 유리잔은 서로 부딪혀 달그락거린다. 문과 창문은 여닫힌다. 극히 드물게 창문이 깨지기도 한다. 액체는 흔들리며 가득 찬 용기 밖으로 흘러나올 수 있다. 실내에 있는 동물들은 불안해한다. 부실하게 건설된 몇몇 건물들은 약간의 손상을 입을 수 있다. |
| VI. Strong             | 실내에 있는 대부분의 사람들과 실외의 많은 사람들이 지진을 느낀다. 몇몇 사람들은 균형을 잡지 못한다. 많은 사람들이 겁을 먹고 밖으로 뛰쳐나간다. 작은 물건은 바닥으로 떨어지고 가구가 움직일 수 있다. 접시와 유리그릇이 깨질 수 있다. 농장 안의 동물들도 겁을 먹을 수 있다. 석조 건물은 회반죽에 금이 가는 등 눈에 보이는 손상이 일어난다. 지면에 살짝씩 금이 가는 것이 보인다. |
| VII. Very strong       | 대부분의 사람들이 겁을 먹고 밖으로 뛰쳐나가러 한다. 가구가 움직이고 심지어는 넘어질 수도 있다. 선반의 물체들이 바닥으로 떨어진다. 용기에서 물이 튀어오른다. 오래된 건물은 심각한 손상을 입고 석조 굴뚝은 무너질 수 있다. 작은 산사태가 발생한다. |
| VIII. Damaging         | 많은 사람들이 실외에서도 서 있기를 어려워한다. 가구들은 뒤집힐 수 있다. 매우 부드러운 땅에서는 요동치는 것이 보인다. 오래된 건축물은 붕괴되거나 매우 큰 손상을 입는다. 큰 균열과 틈이 생겨 낙석이 생긴다. |
| IX. Destructive        | 사람들 사이에 공황이 생긴다. 사람들이 억지로 땅바닥으로 내팽겨쳐질수도 있다. 부드러운 땅 위에 요동치는 것이 보인다. 잘 만들지 못한 건축물은 붕괴된다. 잘 지어진 건축물도 상당한 손상을 입는다. 지하의 파이프라인이 파괴된다. 지반은 무너지고 광범위한 산사태가 일어난다. |
| X. Devastating         | 석조 건물은 파괴되고 기반 시설은 마비된다. 대규모 산사태가 발생한다. 물길이 막혀버려 주변 지역이 침수되고 새로운 물길이 형성될 수 있다. |
| XI. Catastrophic       | 대부분의 빌딩과 건축물이 붕괴된다. 광범위한 지상의 혼란이 발생하고 쓰나미가 발생한다. |
| XII. Very catastrophic | 모든 지표와 지하 상의 구조물이 완전히 파괴된다. 전체적인 풍광이 변화하고 강이 흐르는 길도 바뀌며 쓰나미가 발생한다. |